# Cake Mania
Cake Mania és un videojoc de gestió de temps inspirat en la saga Diner Dash creat el 2006. El jugador controla a Jill, una jove pastissera que ha d'atendre clients exigents en un temps limitat movent-se entre els diferents punts de la botiga per crear els pastissos demanats. S'ha de seleccionar cada part del pastís, cuinar-la i servir-la abans que s'esgotin els indicadors de paciència dels clients, que varien segons el personatge que encarnin. A mesura que s'avancen nivells, s'incrementa la dificultat d'assolir totes les ordres però també es poden comprar millores per a la botiga que permeten tranquil·litzar els clients o millorar la velocitat d'execució de Jill. La popularitat del joc va provocar que es creessin altres seqüeles i versions per a diferents plataformes.